# Elseworlds (Universo Arrow)
"Elseworlds" é o quinto crossover anual do universo de séries do Universo Arrow, com episódios nas séries The Flash, Arrow e Supergirl da emissora The CW. O crossover começa em 9 de dezembro de 2018 com The Flash, continua em Arrow no dia seguinte, terminando um dia depois em Supergirl. "Elsewords" introduz as personagens Batwoman e Lois Lane ao universo, assim como a cidade fictícia Gotham City. Nessa edição não houve participação de Legends of Tomorrow ainda que tenha havido menção ao crossover no episódio da série que foi ao ar na mesma semana e alguns easter-eggs sobre as Lendas no próprio crossover.
O crossover foi confirmado em maio de 2018 em uma campanha publicitária da emissora The CW, onde a apresentação da Batwoman em Gotham City foi confirmada. Ao longo de agosto e setembro do mesmo ano, o elenco foi revelado, incluindo Ruby Rose como a Mulher Morcego, Elizabeth Tulloch como o caso amoroso do Super-Homem, novamente na pele de Tyler Hoechlin. O título do crossover foi revelado no final de setembro e as filmagens começaram em outubro.
No enredo, o Arqueiro Verde, Flash e Supergirl são levado a Gotham para confrontar o Dr. John Deegan sobre seu trabalho em Arkham. Adicionalmente, em Elseworlds, os expectadores podem ver atores trocando de papel. John Wesley Shipp retoma ao papel de Jay Garrick, o Flash de uma terra alternativa (Terra-90), relembrando seu papel como Barry Allen na série televisiva de 1990 sobre o herói. A conclusão do crossover revelou o nome do próximo crossover Crisis on Infinite Earths, programado para ir ao ar no fim de 2019.

## Enredo
Na Terra-90, o Flash consegue escapar de uma figura misteriosa que usa um livro poderoso para destruir a Terra. Na Terra-1, a figura dá o livro para o psiquiatra do Asilo Arkham, John Deegan, que o usa para reescrever a realidade de acordo com sua vontade. No dia seguinte, Oliver Queen e Barry Allen despertam na vida um do outro; Oliver é o Flash e Barry está no corpo do Arqueiro Verde. Ainda tentando entender a situação, Oliver acaba despertando o androide A.M.A.Z.O. em uma operação do Time Flash. No S.T.A.R. Labs, Flash e o Arqueiro tentam contar ao Time Flash sobre a troca, mas eles não acreditam e os prendem no laboratório. Oliver e Barry usam suas habilidades invertidas para escapar. Convencida da mudança, Iris West os ajuda a viajar para a Terra-38 para obter a ajuda de Kara Danvers / Supergirl. Na Terra-1, A.M.A.Z.O. ameaça Central City. Cisco Ramon busca Oliver e Barry da Terra-38, com Kara e seu primo Clark Kent / Superman para ajudarem. Depois de derrotar A.M.A.Z.O., Cisco tem vibrações da figura misteriosa com Deegan. A figura percebe a vibração de Cisco e diz ao grupo que algo está chegando e eles não serão capazes de impedi-lo. Enquanto Clark retorna para proteger a Terra-38, Oliver alerta o time que a vibração de Cisco aconteceu na Cidade de Gotham.
Em Gotham, Barry, Oliver e Kara acabam presos após entrar em uma briga com alguns bandidos. Eles são socorridos por Kate Kane, que lhes diz Deegan está no Asilo Arkham. O trio, com a ajuda de Caitlin e Diggle, eles se dividem em Arkham para enfrentar Deegan e encontrar o livro. Apesar de conseguirem o "Livro do Destino", Deegan escapa e faz com que uma fuga em massa comece. Durante um confronto com a prisioneira Nora Fries, Barry e Oliver são expostos ao gás do medo e acreditar que eram Eobard Thawne e Malcolm Merlyn, respectivamente. Com isso ambos começam a lutar para se defender de seus arqui-inimigos. Depois de parar a fuga, Kate, como a vigilante Batwoman, bate nos dois os tirando de suas alucinações diz-lhes para deixarem Gotham. Eles vão para A.R.G.U.S. para restaurar a realidade, onde eles são avisados por Jar Garrick sobre quem é a figura misteriosa, o Mar Novu / Monitor. Barry, Oliver, Kara, o Flash da Terra-90 vão enfrentar Monitor, que explica que ele está a reescrever a realidade para testar mundos e ver se eles são capazes o suficiente para superar uma próxima crise que está por vir. Monitor rouba o livro, escapa e retorna para Deegan. Ele reescreve uma nova realidade, onde Barry e Oliver são criminosos conhecido como o Gêmeos do Gatilho, sem possuir poderes. Eles são confrontados por um Superman de uniforme preto.
Oliver percebe que o falso Superman é, na verdade, Deegan; eles o forçam a salvar inocentes para escaparem e começar a procurar o Cisco. Kara, enquanto isso, está presa no S.T.A.R. Labs por Deegan e suas forças, incluindo uma versão da Terra-1 de Alex Danvers. Barry e Oliver localizam Cisco, no papel de chefe do crime de Central City e o convencem a acompanha-los para a Terra-38 como forma de destruir o Superman de preto. Eles encontram Clark, que volta com eles para a Terra-1, enquanto Kara convence Alex a libertá-la. Chegando na Terra-1, Clark e Oliver lutam contra Deegan e suas forças enquanto Alex, Barry, e Kara procuram o Livro do Destino. Eles encontram o livro no Cofre do Tempo e levam para Clark, que restaura Barry e Oliver para seus corpos verdadeiros. No entanto, Deegan recupera o livro e as tentativas de reescrever a realidade como era. Para impedir o seu progresso, Barry e Kara tornam o tempo mais lento ao correr ao redor da Terra em direções opostas. Clark, havia revelado que o livro o mostrou que iriam morrer nessa tentativa. Oliver então confronta o Monitor, pedindo-lhe para poupar Barry e Kara, mas o Monitor demanda algo de Oliver em troca. Clark, acompanhado por Lois, Brainiac 5, e J'onn, lutam contra Deegan, que reviveu A.M.A.Z.O. Barry e Kara são quase dilacerado por sua própria velocidade enquanto desaceleram o tempo, mas Oliver volta a tempo para a luta e atira no livro com uma flecha reforçada pelo Monitor. Deegan volta para seu corpo, embora fortemente desfigurado, e a realidade é restaurada. Depois de voltar para a Terra-38, Clark e Lois revelam a Kara que eles estão esperando um filho e vão voltar para Argo por um longo período de tempo, confiantes em deixar proteção da Terra-38 com ela. Na Terra-1, Oliver é contatado por Kate, que diz que Deegan, agora encarcerado em Arkham, fez um novo amigo, o Pirata-Psíquico, que diz a Deegan: "mundos irão viver, mundos irão morrer, e o universo jamais será o mesmo."

## Elenco e personagens

### Principais e recorrentes
| Ator                 | Personagem                             | Episódio            | Episódio        | Episódio        |
| Ator                 | Personagem                             | The Flash           | Arrow           | Supergirl       |
| -------------------- | -------------------------------------- | ------------------- | --------------- | --------------- |
| Grant Gustin         | Barry Allen / Flash                    | Principal           | Participação    | Participação    |
| Grant Gustin         | Oliver Queen / Arqueiro Verde          | Principal           | Participação    | Participação    |
| Danielle Panabaker   | Caitlin Snow / Nevasca                 | Principal           | Participação    | Participação    |
| Carlos Valdes        | Cisco Ramon / Vibro                    | Principal           | Participação    | Participação    |
| Candice Patton       | Iris West-Allen                        | Principal           | Does not appear | Does not appear |
| Hartley Sawyer       | Ralph Dibny / Homem Elástico           | Principal           | Does not appear | Does not appear |
| Tom Cavanagh         | "Sherloque" Wells                      | Principal           | Does not appear | Does not appear |
| Tom Cavanagh         | Eobard Thawne / Flash Reverso          | Does not appear     | Participação    | Does not appear |
| Stephen Amell        | Oliver Queen / Arqueiro Verde          | Participação        | Principal       | Participação    |
| Stephen Amell        | Barry Allen / Flash                    | Participação        | Principal       | Participação    |
| David Ramsey         | John Diggle                            | Participação        | Principal       | Participação    |
| Tyler Hoechlin       | Kal-El / Clark Kent / Superman         | Participação        | Does not appear | Participação    |
| Tyler Hoechlin       | John Deegan / Superman                 | Does not appear     | Participação    | Participação    |
| Melissa Benoist      | Kara Zor-El / Kara Danvers / Supergirl | Participação        | Participação    | Principal       |
| Jeremy Davies        | John Deegan                            | Participação        | Participação    | Participação    |
| LaMonica Garrett     | Mar Novu / Monitor                     | Participação        | Participação    | Participação    |
| Elizabeth Tulloch    | Lois Lane                              | Participação        | Does not appear | Participação    |
| Efeitos Especiais    | A.M.A.Z.O.                             | Participação        | Does not appear | Participação    |
| Emily Bett Rickards  | Felicity Smoak                         | Does not appear     | Principal       | Does not appear |
| Echo Kellum          | Curtis Holt                            | Does not appear     | Principal       | Does not appear |
| Kirk Acevedo         | Ricardo Diaz                           | Does not appear     | Principal       | Does not appear |
| Ruby Rose            | Kate Kane / Batwoman                   | Cameo não creditado | Participação    | Participação    |
| Bob Frazer           | Roger Hayden / Pirata Psíquico         | Does not appear     | Participação    | Participação    |
| Cassandra Jean Amell | Nora Fries                             | Does not appear     | Participação    | Participação    |
| John Wesley Shipp    | Jay Garrick / Flash (Terra-90)         | Cameo não creditado | Participação    | Does not appear |
| Mehcad Brooks        | James Olsen (Terra-1)                  | Does not appear     | Does not appear | Principal       |
| Chyler Leigh         | Alex Danvers (Terra-1)                 | Does not appear     | Does not appear | Principal       |
| Jesse Rath           | Querl "Brainy" Dox / Brainiac 5        | Does not appear     | Does not appear | Principal       |
| David Harewood       | J'onn J'onzz / Caçador de Marte        | Does not appear     | Does not appear | Principal       |

- Nota: Apesar de estarem nos créditos, Jesse L. Martin não aparece no episódio de Flash; Rick Gonzalez, Juliana Harkavy, Colton Haynes, Sea Shimooka e Katie Cassidy não aparecem no episódio de Arrow; Katie McGrath, Sam Estranho, Nicole Maines, e April Parker Jones não aparecem no episódio de Supergirl.

### Convidados
- Liam Hall como Kane Wolfman (Arrow)
- John Barrowman como Malcolm Merlyn (Arrow)
- Adam Tsekhman como Gary Green (Supergirl)

## Produção

### Música
Na cena de abertura na Terra-90, parte da música tema da série Flash dos anos 1990 é usada, enquanto que a música tema de Smallville é usada quando Smallville da Terra-38 é revelada pela primeira vez.

## Lançamento

### Exibição
O crossover começou em The Flash, no dia 09 de Dezembro de 2018, continuou em Arrow em 10 de Dezembro, e foi concluído no dia 11 de Dezembro em Supergirl, todos no canal The CW. The Flash normalmente vai ao ar às terças-feiras às 20 horas, trocou de dia de exibição com Supergirl, que normalmente é exibido aos domingos, no mesmo horário, especialmente para o crossover.

### Marketing
O primeiro teaser do crossover foi ao ar nos dias 12 e 13 de novembro de 2018, no final dos episódios de Arrow e The Flash respectivamente. Em 16 de novembro, a DC Comics lançou um poster para o evento com o estilo de uma capa de revista em quadrinhos, desenhada por Amy Reeder. Um teaser adicional para o primeiro episódio foi ao ar no dia 18 de novembro durante o episódio de Supergirl e, uma semana depois, o trailer oficial foi lançado.

## Recepção

### Classificações
| Série     | Data de estreia        | Rating/share (18–49) | Espectadores (milhões) | DVR (18–49) | Espectadores DVR (milhões) | Total (18–49) | Total de espectadores (milhões) |
| --------- | ---------------------- | -------------------- | ---------------------- | ----------- | -------------------------- | ------------- | ------------------------------- |
| The Flash | 9 de dezembro de 2018  | 0.7/3                | 1.83                   | 0.7         | 1.68                       | 1.4           | 3.51                            |
| Arrow     | 10 de dezembro de 2018 | 0.8/3                | 2.06                   | 0.5         | 1.40                       | 1.3           | 3.46                            |
| Supergirl | 11 de dezembro de 2018 | 0.8/3                | 2.17                   | 0.5         | 1.36                       | 1.3           | 3.53                            |

### Avaliação da Crítica

#### The Flash
O site Rotten Tomatoes reportou 100% de nota de aprovação para o 1º episódio do crossover em The Flash baseado em 14 avaliações com uma nota média de 8.83/10. A crítica do site diz: "Com trocas de corpos desorientantes, realidades alternativas atordoantes e uma ótima equipe formada por Superman-Supergirl, tem muito para se amar nesse episódio cheio de animação do crossover do Arrowverse".

#### Arrow
Também com 100% de aprovação no Rotten Tomatoes, com 14 avaliações e nota média de 8.44/10. A crítica resume: "'Elseworlds, Part 2' é uma continuação desenfreada da troca de corpos desse arco do Arrowverse, bem sucedidamente explorando a química entre a equipe do universo televisivo e a introdução de Ruby Rose como Batwoman."

#### Supergirl
A conclusão do crossover obteve 93% de aprovação do Rotten, baseada em 14 avaliações e 8.06/10. A crítica foi: "Elseworlds, Part 3  embrulha o bom humor do crossover com estilo. Amarrando suficientemente pontas soltas para satisfazer, e ao mesmo tempo fornecendo reviravoltas inesperadas para deixar os fãs roendo as unhas de ansiedade."